# Jaymillio Pinas
Jaymillio Pinas (* 3. Mai 2002 in Amsterdam) ist ein niederländisch-surinamischer Fußballspieler, der aktuell beim FC Dordrecht unter Vertrag steht.

## Karriere

### Verein
Pinas begann seine fußballerische Karriere beim FC Abcoude und dem FC Volendam, wo er bis 2017 spielte. Anschließend wechselte er in die Jugendakademie von Ajax Amsterdam. In der Saison 2017/18 spielte er die ersten Male für die U17, für die er in zwei Spielen einmal traf. In der Folgesaison schwankte er zwischen A- und B-Junioren und kam insgesamt 24 Mal zum Einsatz, wobei er neun Tore erzielte und sechs Vorlagen machte. Am Ende der Saison holte er mit der U19 das Double aus Pokal und Liga. 2019/20 war er Stammkraft bei der U19 und spielte auch in der Youth League, wo sein Team ins Halbfinale kam. Außerdem gab er am 16. September 2019 (5. Spieltag) gegen die Jong PSV sein Debüt, gegen die er außerdem ein Tor vorlegte. In der Folgesaison schoss er am 9. Januar 2021 (19. Spieltag) gegen Helmond Sport sein erstes Tor für die Mannschaft und legte außerdem ein Tor in dem Spiel vor. Im Verlauf der Saison etablierte er sich als Stammspieler in der Zweitmannschaft. Vor der Saison 2021/22 verließ er Ajax und war zunächst vereinslos.
Ende Januar 2022 schloss er sich dem ehemaligen Ligakonkurrenten FC Dordrecht an.

### Nationalmannschaft
Pinas spielte bislang für diverse Juniorennationalmannschaften der Niederlande, kam jedoch nie in einem großen Turnier zum Einsatz.

## Erfolge
Ajax Amsterdam U19
- Niederländischer A-Junioren-Meister: 2019
- Niederländischer A-Junioren-Pokalsieger: 2019